# Симфония Холстинина
«Симфония Холстинина» — трибьют-альбом, выпущенный в мае 2018 года в честь 60-летия основателя и бессменного участника хэви-метал группы «Ария» Владимира Петровича Холстинина. Записан проектом Forces United Кирилла Немоляева.
Название альбома является отсылкой к песне «Симфония огня», которая «Арией» ни разу не была исполнена на концертах.

## История альбома
Альбом состоит из 16 переаранжированных произведений рок-группы «Ария» в исполнении известных рок-звёзд. Произведения взяты из семи альбомов: «Герой асфальта» (1), «Генератор зла» (1), «Химера» (2), «Крещение огнём» (4), «Армагеддон» (2), «Феникс» (2), «Через все времена» (1).

## Описание обложки
Оформлением обложки альбома занимался Лео Хао. В качестве обложки альбома использован коллаж, основанный на портрете великого немецкого композитора Людвига ван Бетховена, написанного в 1820 году немецким художником Йозефом Карлом Штилером, поскольку он является одним из любимых классиков Холстинина.

## Список произведений
Автор музыки всех произведений — Владимир Холстинин.
| №   | Название                                       | Текст песни                           | Вокал                                                                                             | Длительность |
| --- | ---------------------------------------------- | ------------------------------------- | ------------------------------------------------------------------------------------------------- | ------------ |
| 1.  | «Intro» (первый куплет песни «Замкнутый круг») | Маргарита Пушкина                     | Олег Жиляков                                                                                      | 1:00         |
| 2.  | «Колизей»                                      | Александр Елин                        | Пётр Елфимов                                                                                      | 6:31         |
| 3.  | «Бегущий человек»                              | Игорь Лобанов                         | Сергей Синёв                                                                                      | 6:11         |
| 4.  | «Небо тебя найдёт»                             | Александр Елин                        | Евгений Егоров                                                                                    | 5:06         |
| 5.  | «Симфония огня»                                | Игорь Лобанов                         | Сергей Синёв                                                                                      | 5:34         |
| 6.  | «Последний закат»                              | Игорь Лобанов                         | Виктор «Anger» Евгений Егоров Пётр Елфимов Сергей Синёв                                           | 5:16         |
| 7.  | «Белый флаг»                                   | Александр Елин                        | Сергей Синёв                                                                                      | 4:34         |
| 8.  | «Дальний свет»                                 | Игорь Лобанов                         | Евгений Колчин                                                                                    | 3:54         |
| 9.  | «Патриот»                                      | Маргарита Пушкина                     | Максим Рянский Дмитрий Скиданенко Олег Жиляков Виктор «Anger» Андрей Лефлер Пётр Елфимов Юлия Пак | 4:30         |
| 10. | «Вампир»                                       | Александр Елин                        | Пётр Елфимов                                                                                      | 5:06         |
| 11. | «Мессия»                                       | Игорь Лобанов                         | Сергей Синёв                                                                                      |              |
| 12. | «1100»                                         | Маргарита Пушкина                     | Михаил Серышев Виктор «Anger» Андрей Лобашёв Евгений Егоров Дария Ставрович                       | 4:09         |
| 13. | «Палач»                                        | Маргарита Пушкина                     | Сергей Синёв Дария Ставрович                                                                      | 8:27         |
| 14. | «Замкнутый круг» (Outro)                       | Маргарита Пушкина                     | Максим Самосват                                                                                   | 2:57         |
| 15. | «Колизей» (English piano version)              | Александр Елин, перевод Дмитрий Дасов | Пётр Елфимов                                                                                      |              |
| 16. | «Симфония огня»                                | Игорь Лобанов                         | Алексей Булгаков                                                                                  |              |

## Другие участники записи
- Кирилл Немоляев — продюсер, клавишные, программирование барабанов (как Jukka Koskimäki)
- Соло-гитара — Константин Селезнёв (1, 2, 5, 13, 16), Олег Изотов (3, 8, 9), Хельга Андреева (7), Сергей Головин (12)
- Анна Среда — бэк-вокал (4)
- Владимир Насонов — гитара (14)
- Александр "Wish" Андрюхин — клавишные (15)